# Johannes Avianus
Johannes Avianus (* um 1550 in Tonndorf; † 22. Januar 1617 in Eisenberg) war ein deutscher Dramatiker, Musiktheoretiker, evangelischer Pfarrer und Lehrer.

## Leben und Werk
Johannes Avianus wurde 1579 Lateinschullehrer in Ronneburg. 1591 wurde er Rektor in Gera. Später wurde er Pfarrer in Münchenbernsdorf. 1614 wurde er Superintendent in Eisenberg.
Von seinen dramatischen Werken wurden die Tragödien: Daniel, Adamus lapsus (1596), Anonymus (1607, „Der Prasser und der arme Lazarus“,) Abel clamans, Pharao submersus, Nebocadnesar furens, Nimrod und weitere gedruckt. Ferner erschienen die Komödien Miles vagus s. mendicans (1597), Cana, Josephus, Studiosus Parisiensis, Cocus Romanus, Studiosus germanicus und weitere. „In der Tragödie sucht er den Chor ganz nach antiker Weise zu verwenden, indem er neben dem gewöhnlichen Schlußgesang des Actes auch begleitende Reflexionen und Wechselreden des Chores mit den handelnden Personen einführt.“ Seine Komödien bieten satirische Sittenbilder. So wendet er sich in Miles vagus gegen das Treiben vagabundierender Soldaten. In anderen Werken wendet er sich gegen die habgierige Wirtschaft katholischer Landpfarrer. Soldaten wie die genannten Landpfarrer saugen nach Avianus den Bauern wirtschaftlich aus.
In seiner Isagoge in libros musicae poeticae (Erfurt 1581) erörtert er Grundfragen des polyphonen Satzes wie Zusammenklänge, Fugierung und Tonalität. Ein weiteres musiktheoretisches Werk blieb Manuskript.